# Rafael Ladrón de Guevara
Rafael Ladrón de Guevara Ortiz de Urbina (Vitoria, 3 de octubre de 1952) es un exciclista profesional español entre los años 1977 y 1983.
Nació en Vitoria, pero en su infancia y juventud residió en el pequeño pueblo alavés de Erdoñana. Como aficionado tomó parte en los Juegos Olímpicos de Montreal 1976, en la prueba individual de ciclismo en ruta, en la cual terminó en 32.º lugar.
Como profesional corrió para los equipos Kas (1977-79), Zor-Vereco (1980), Kelme (1981) y Reynolds (1982-83). Fue un corredor de los llamados domésticos, destinado a realizar funciones de gregario para su correspondiente jefe de filas. No obstante, logró triunfar en algunas carreras de segundo orden. Participó en las tres grandes vueltas, destacando el 18º lugar en la Vuelta ciclista a España de 1977. No llegó a acabar ninguno de los dos Tours de Francia en los que tomó parte. Se retiró a mediados de la temporada 1983.

## Palmarés
| 1974 - 3º en la Vuelta a Navarra 1977 - Subida a Enol - G.P. Cuprosan - Campeón de España por Regiones - Vuelta a La Rioja, más 1 etapa | 1979 - 1 etapa de la Vuelta a Cantabria 1980 - 1 etapa en la Vuelta a Andalucía |

## Resultados en Grandes Vueltas y Campeonato del Mundo
Durante su carrera deportiva ha conseguido los siguientes puestos en las Grandes Vueltas y en los Campeonatos del Mundo en carretera:
| Carrera         | 1977 | 1978 | 1979 | 1980 | 1981 | 1982 | 1983 |
| --------------- | ---- | ---- | ---- | ---- | ---- | ---- | ---- |
| Giro de Italia  | -    | -    | -    | 41.º | -    | -    | -    |
| Tour de Francia | -    | -    | Ab.  | -    | Ab.  | -    | -    |
| Vuelta a España | 18.º | -    | 34.º | 37.º | Ab.  | -    | -    |
| Mundial en Ruta | -    | -    | -    | -    | -    | -    | -    |

-: No participa

Ab.: Abandono

## Equipos
- Kas (1977-1979)
- Zor-Vereco (1980)
- Kelme (1981)
- Reynolds (1982-1983)